# Michel Roux (acteur)
Pour les articles homonymes, voir Michel Roux et Roux.
Michel Roux est un acteur français, né le 22 juillet 1929 à Colombes et mort le 2 février 2007 à Paris 18e.
Il a prêté sa voix à de nombreux comédiens étrangers, les plus connus étant Tony Curtis (Danny Wilde dans la série Amicalement vôtre), Peter Sellers (en particulier dans le rôle de l'inspecteur Clouseau), Elvis Presley et Jack Lemmon.

## Biographie
Peu présent au cinéma, cet autodidacte a surtout voué sa carrière, dès l'âge de 14 ans, au théâtre de boulevard, comme acteur mais aussi comme metteur en scène. Il joue notamment dans La Cage aux folles, qui lui permettra d'accéder à une grande notoriété, Le Dîner de cons, Le Canard à l'orange et Tromper n'est pas jouer,. Dans les années 1970-1980, il fut, avec Jacqueline Maillan et Roger Carel, l'une des vedettes récurrentes de l'émission de télévision Au théâtre ce soir,, dont il mit de nombreuses pièces en scène. Il est apparu également dans des séries comme Les Cinq Dernières Minutes en 1965.

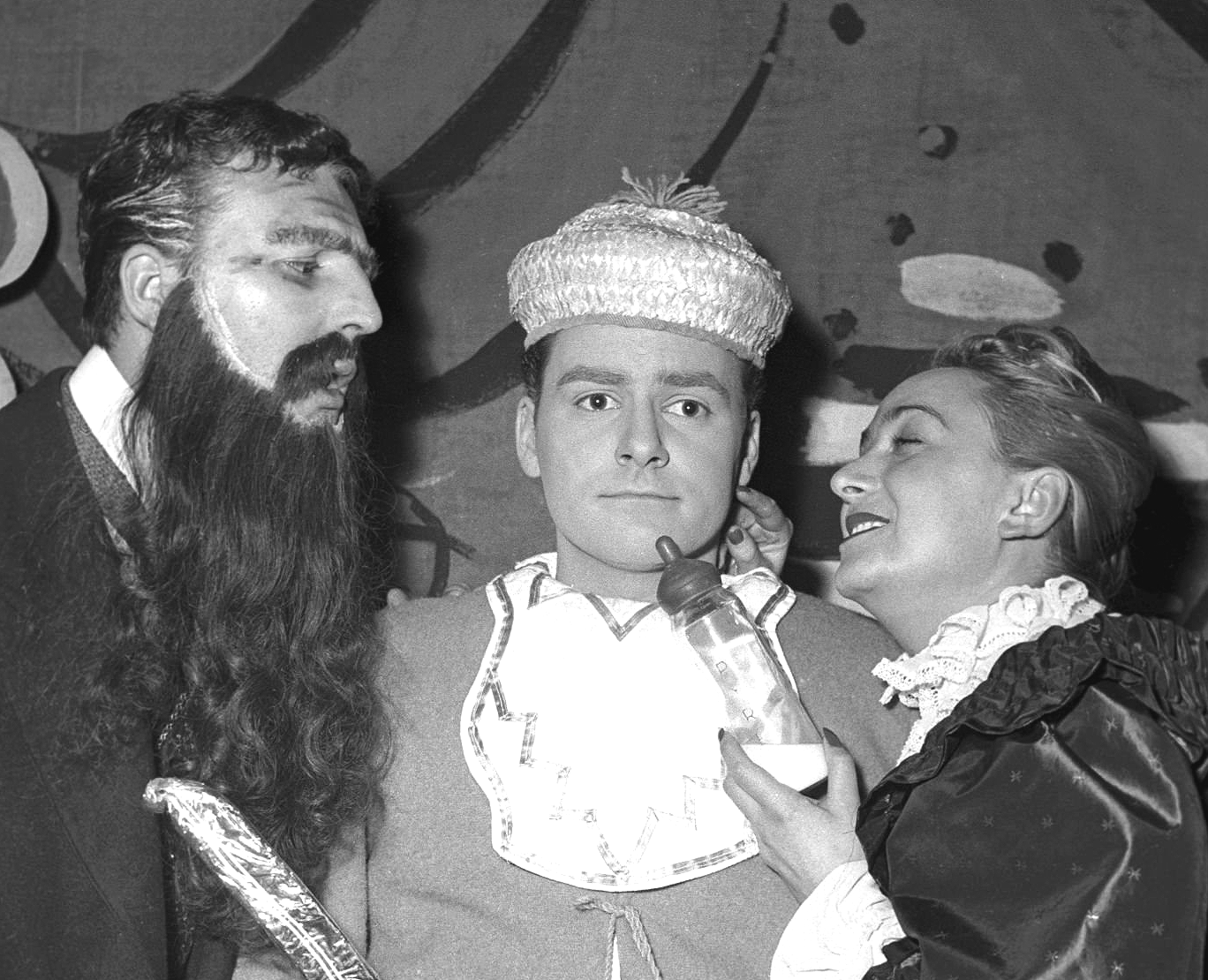
En 1952 avec Marco Perrin à gauche, Michel Roux est au centre et Jacqueline Maillan à droite.

Grande figure du monde du doublage dès les années 1950, il est notamment la voix française de Jack Lemmon, Peter Sellers, mais aussi Alec Guinness, Cary Grant dans La Mort aux trousses, Frank Sinatra, Jerry Lewis ou encore Elvis Presley dans nombre de ses films. En prêtant sa voix au personnage de Danny Wilde joué par Tony Curtis dans la série télévisée Amicalement vôtre,, il a contribué fortement à l'immense succès de celle-ci en France, alors qu'elle n'a connu qu'une relative popularité internationale.
Sa dernière apparition au théâtre a lieu en 2006 dans Le Charlatan de Robert Lamoureux, mise en scène de Francis Joffo, que Michel Roux et Jacques Balutin avaient repris au théâtre Saint-Georges puis au théâtre du Palais-Royal.
Il meurt le 2 février 2007 dans le 18e arrondissement de Paris, d'une maladie cardiaque,, le même jour que son confrère de doublage vocal Albert Augier. Ses obsèques ont lieu le 8 février 2007, à Colombes (Hauts-de-Seine) où il est enterré.

## Théâtre

### En tant que comédien
- 1951 : La Belle Rombière de Jean Clervers et Guillaume Hanoteau, mise en scène Georges Vitaly, Théâtre de la Huchette, Théâtre de l'Œuvre
- 1952 : Les Taureaux d'Alexandre Arnoux, mise en scène Georges Vitaly, Théâtre Montparnasse
- 1952 : La Petite Femme de Loth de Tristan Bernard, mise en scène Georges Vitaly, Théâtre Montparnasse
- 1952 : Mobilette avec Suzy Delair et Mona Monick, Roger Lanzac, à l'Européen, rue Biot
- 1952 : Les Barbes nobles d'André Roussin, mise en scène Georges Vitaly, Théâtre du Grand-Guignol
- 1953 : Le Ravageur de Gabriel Chevallier, mise en scène Alfred Pasquali, Théâtre des Bouffes-Parisiens
- 1955 : Ce diable d'ange de Pierre Destailles et Charles Michel, mise en scène Georges Vitaly, Comédie-Wagram
- 1956 : À la monnaie du Pape de Louis Velle, mise en scène René Dupuy, Théâtre Gramont
- 1956 : Irma la douce d'Alexandre Breffort et Marguerite Monnot, mise en scène René Dupuy, Théâtre Gramont
- 1959 : L'Effet Glapion de Jacques Audiberti, mise en scène Georges Vitaly, Théâtre La Bruyère
- 1960 : La Petite Datcha de Vasiliei Vasil'evitch Chkvarkin, mise en scène René Dupuy, Théâtre Daunou
- 1961 : La Dame et l'écureuil de Robert Collon, mise en scène André Puglia, Théâtre Fontaine
- 1961 : Les Pupitres de Raymond Devos, mise en scène de l'auteur, Théâtre Fontaine
- 1963 : Sacré Léonard de Jean Poiret et Michel Serrault, mise en scène André Puglia, Théâtre Fontaine
- 1964 : Les escargots meurent debout de Francis Blanche, mise en scène Jean Le Poulain, Théâtre Fontaine
- 1965 : Du vent dans les branches de sassafras de René de Obaldia, mise en scène René Dupuy, Théâtre Gramont
- 1966 : Laurette ou l'Amour voleur de Marcelle Maurette et Marc-Gilbert Sauvajon, mise en scène Pierre Fresnay, Théâtre de la Michodière
- 1967 : Comme au théâtre de Françoise Dorin, mise en scène Michel Roux, Théâtre de la Michodière
- 1968 : Comme au théâtre de Françoise Dorin, mise en scène Michel Roux, Théâtre des Célestins
- 1968 : Visitations de Jean Giraudoux, Théâtre de la Michodière
- 1968 : C'est malin ! de Fulbert Janin, mise en scène Michel Roux, Théâtre des Ambassadeurs
- 1968 : Opération Lagrelèche de Jean Poiret et Michel Serrault, Théâtre Fontaine
- 1969 : Les Grosses Têtes de Jean Poiret et Michel Serrault, mise en scène Jean Poiret et René Dupuy, Théâtre de l'Athénée
- 1969 : La Paille humide d'Albert Husson, mise en scène Michel Roux, Théâtre de la Michodière
- 1970 : Un sale égoïste de Françoise Dorin, mise en scène Michel Roux, Théâtre Antoine
- 1973 : Un yaourt pour deux de Stanley Price, mise en scène Michel Roux, Théâtre Gramont
- 1975 : Le Tableau d'Eugène Ionesco, mise en scène Jacques Mauclair, Nouveau Carré Silvia Monfort
- 1977 : Féfé de Broadway de Jean Poiret, mise en scène Pierre Mondy avec Jacqueline Maillan, Annick Alane, Jackie Sardou, Roger Carel, Théâtre des Variétés
- 1978 : La Cage aux folles de Jean Poiret avec Jean-Jacques, William Sabatier et Claude Gensac, Théâtre des Variétés
- 1980 : L'Azalée d'Yves Jamiaque, mise en scène Michel Roux, Théâtre Marigny-salle Popesco
- 1981 : Domino de Marcel Achard, mise en scène Jean Piat, Théâtre Marigny
- 1983 : Le Vison voyageur de Ray Cooney et John Chapman, mise en scène Patrick Guillemin Théâtre de la Michodière
- 1985 : Silence, on tourne de Michel Lengliney, Théâtre Daunou
- 1986 : Au secours, elle me veut ! de Renée Taylor et Joseph Bologna, mise en scène Michel Roux, Théâtre Daunou
- 1987 : Monsieur Masure de Claude Magnier, mise en scène Michel Roux, avec Roger Pierre et Axelle Abbadie, Théâtre Daunou
- 1990 : Bon week-end, monsieur Bennett d'Arthur Watkyn, mise en scène Michel Fagadau, Théâtre Daunou
- 1990 : Un suédois ou rien de Laurence Jyl, mise en scène Jean-Luc Moreau, Théâtre Fontaine
- 1991 : Trois coups pour rire de Jean-Claude Massoulier, mise en scène André Flederick
- 1991 : Allo Maman de Yvan Varco et Georges Beller
- 1993 : Le Canard à l'orange de William Douglas Home, mise en scène Pierre Mondy et Alain Lionel, Théâtre Daunou
- 1994 : Le Canard à l'orange de William Douglas Home, mise en scène Pierre Mondy et Alain Lionel, Théâtre Daunou
- 1995 : Le Dîner de cons de Francis Veber, mise en scène Pierre Mondy, avec Jacques Villeret, Gérard Hernandez et Bunny Godillot, Théâtre des Variétés
- 1997 : Tromper n'est pas jouer de Patrick Cargill, mise en scène Daniel Colas, avec Daniel Colas, Virginie Pradal et Olivia Dutron, Théâtre Saint-Georges
- 1998 : Max et Charlie de Laurence Jyl, mise en scène Jean-Luc Moreau, Théâtre Daunou
- 1998 : Face à face de Francis Joffo, mise en scène de l'auteur, Théâtre du Palais-Royal
- 2002 : Faut-il tuer le clown ? de Jean-François Champion, mise en scène Jean-Pierre Dravel et Olivier Macé avec Alexandra Stewart, Emeric Marchand et Daniel Jean, Théâtre Comédia
- 2002 : Le Charlatan de Robert Lamoureux, mise en scène Francis Joffo, avec Jacques Balutin, Olivier Till et Valériane de Villeneuve Théâtre Saint-Georges de 2002 à 2003 ;
- 2005 : Le Charlatan de Robert Lamoureux, mise en scène Francis Joffo, avec Jacques Balutin, Christophe de Mareuil et Valériane de Villeneuve, Théâtre du Palais-Royal

### En tant que metteur en scène
- 1967 : Comme au théâtre de Françoise Dorin, Théâtre de la Michodière
- 1968 : C'est malin ! de Fulbert Janin, Théâtre des Ambassadeurs
- 1968 : Gugusse de Marcel Achard, Théâtre de la Michodière
- 1969 : La Paille humide d'Albert Husson, Théâtre de la Michodière
- 1970 : Un sale égoïste de Françoise Dorin, Théâtre Antoine
- 1971 : Pauvre France ! de Ron Clark et Sam Bobrick, adaptation Jean Cau, Théâtre Fontaine
- 1972 : En avant... toute ! de Michel André, Théâtre Édouard VII
- 1973 : L'Honneur des Cipolino de Jean-Jacques Bricaire et Maurice Lasaygues, Théâtre Fontaine
- 1973 : Madame Sans Gêne de Victorien Sardou et Émile Moreau, Théâtre de Paris
- 1973 : Le Tournant de Françoise Dorin, Théâtre de la Madeleine
- 1973 : Un yaourt pour deux de Stanley Price, Théâtre Gramont
- 1974 : Pauvre France ! de Sam Bobrick et Ron Clark, Théâtre des Nouveautés
- 1975 : L'Autre Valse de Françoise Dorin, Théâtre des Variétés
- 1975 : Monsieur Masure de Claude Magnier, Théâtre Daunou
- 1976 : N'écoutez pas, mesdames ! de Sacha Guitry, Théâtre Saint-Georges
- 1978 : Le Préféré de Pierre Barillet et de Jean-Pierre Grédy, Théâtre de la Madeleine
- 1979 : Remarie-moi de Nicole de Buron, Théâtre Daunou
- 1980 : Reviens dormir à l’Élysée de Jean-Paul Rouland et Claude Olivier, Comédie Caumartin
- 1980 : L'Azalée d'Yves Jamiaque, Théâtre Marigny-salle Popesco
- 1981 : Pauvre France de Sam Bobrick et Ron Clark, Théâtre du Palais-Royal
- 1982 : Je l'aimais trop de Jean Guitton, Théâtre Marigny
- 1986 : Au secours, elle me veut ! de Terence Taylor, Théâtre Daunou
- 1987 : Monsieur Masure de Claude Magnier, Théâtre Daunou
- 1988 : Le Grand Standing de Neil Simon, Théâtre des Nouveautés
- 1990 : Le Diamant rose d'après Michael Pertwee, adaptation Pierre Laville, Théâtre Daunou
- 1990 : Reviens dormir à l'Élysée de Jean-Paul Rouland et Claude Olivier, Comédie Caumartin
- 1993 : Ne coupez pas mes arbres de William Douglas Home
- 2001 : Soins intensifs de Françoise Dorin, Théâtre Saint-Georges

## Filmographie

### Cinéma
- 1943 : Le Carrefour des enfants perdus de Léo Joannon
- 1943 : La Cavalcade des heures d'Yvan Noé
- 1945 : J'ai dix-sept ans d'André Berthomieu
- 1947 : Blanc comme neige d'André Berthomieu
- 1948 : L'Impeccable Henri de Charles-Félix Tavano
- 1948 : Roulons de Jacques Berr (court-métrage)
- 1949 : Interdit au public d'Alfred Pasquali
- 1949 : La Petite Chocolatière d'André Berthomieu
- 1952 : La Fête à Henriette de Julien Duvivier
- 1953 : Maternité clandestine de Jean Gourguet
- 1953 : Piédalu député de Jean Loubignac
- 1953 : Le Secret d'Hélène Marimon de Henri Calef
- 1954 : Leguignon guérisseur de Maurice Labro
- 1956 : La Joyeuse Prison d'André Berthomieu
- 1957 : En liberté sur les routes de l'U.R.S.S (documentaire) : Narrateur
- 1958 : La Femme et le Pantin de Julien Duvivier
- 1959 : Croquemitoufle de Claude Barma
- 1959 : Détournement de mineures de Walter Kapps
- 1964 : La Tulipe noire de Christian Jaque
- 1973 : Le Crayon magique de Jean Image (court-métrage animé) : Narrateur
- 1984 : Le Bon Roi Dagobert de Dino Risi : Narrateur
- 1993 : Pas très catholique de Tonie Marshall
- 1995 : Golden boy de Jean-Pierre Vergne

### Télévision
- 1958 : Misère et noblesse d'Eduardo Scarpetta, réalisation Marcel Bluwal
- 1965 : Les Cinq Dernières Minutes, épisode Bonheur à tout prix de Claude Loursais
- 1966 : Le Chevalier à la mode de Dancourt, réalisation de Michel Ayats
- 1977 : Recherche dans l'intérêt des familles de Philippe Arnal
- 1977 : Les Folies Offenbach : Monsieur Choufleuri restera chez lui de Michel Boisrond

#### Au théâtre ce soir
- 1966 : À la monnaie du Pape de Louis Velle, mise en scène de l'auteur, réalisation Pierre Sabbagh, Théâtre Marigny
- 1969 : Many de Alfred Adam, mise en scène Pierre Dux, réalisation Pierre Sabbagh, Théâtre Marigny
- 1970 : Deux fois deux font cinq de Gabriel Arout, mise en scène Pierre Dux, réalisation Pierre Sabbagh, Théâtre Marigny
- 1970 : L'amour vient en jouant de Jean Bernard-Luc, mise en scène Michel Roux, réalisation Pierre Sabbagh, Théâtre Marigny
- 1971 : Colinette de Marcel Achard, mise en scène Pierre Mondy, réalisation Pierre Sabbagh, Théâtre Marigny
- 1972 : Faites-moi confiance de Michel Duran, mise en scène Alfred Pasquali, réalisation Pierre Sabbagh, Théâtre Marigny
- 1972 : L'École des contribuables de Louis Verneuil et Georges Berr, mise en scène Robert Manuel, réalisation Pierre Sabbagh, Théâtre Marigny
- 1972 : Folie douce de Jean-Jacques Bricaire et Maurice Lasaygues, mise en scène Michel Roux, réalisation Pierre Sabbagh, Théâtre Marigny
- 1972 : Les Français à Moscou de Pol Quentin, uniquement mise en scène, réalisation Georges Folgoas, Théâtre Marigny
- 1973 : Maître Bolbec et son mari de Georges Berr et Louis Verneuil, mise en scène Robert Manuel, réalisation Georges Folgoas, Théâtre Marigny
- 1973 : Laurette ou l'Amour voleur de Marcelle Maurette et Marc-Gilbert Sauvajon, mise en scène Jacques-Henri Duval, réalisation Georges Folgoas, Théâtre Marigny
- 1973 : La Reine galante d’André Castelot, uniquement mise en scène, réalisation Georges Folgoas, Théâtre Marigny
- 1973 : L'Honneur des Cipolino de Jean-Jacques Bricaire, uniquement mise en scène, réalisation Georges Folgoas, Théâtre Marigny
- 1974 : Les Voyageurs égarés de Guillaume Hanoteau, mise en scène Michel Roux, réalisation Georges Folgoas, Théâtre Marigny
- 1974 : L'Amant de madame Vidal de Georges Berr et Louis Verneuil, mise en scène Michel Roux, réalisation Georges Folgoas, Théâtre Marigny
- 1974 : Edmée de Pierre-Aristide Bréal, uniquement mise en scène, réalisation Georges Folgoas, Théâtre Marigny
- 1975 : Les Derniers Outrages de Robert Beauvais, mise en scène Michel Roux, réalisation Pierre Sabbagh, Théâtre Edouard VII
- 1976 : Attends-moi pour commencer de Joyce Rayburn, adaptation Jean Marsan, mise en scène Michel Roux, réalisation Pierre Sabbagh, Théâtre Edouard VII
- 1977 : Les Choutes de Pierre Barillet et Jean-Pierre Grédy, uniquement mise en scène, réalisation Pierre Sabbagh, Théâtre Marigny
- 1977 : Monsieur chasse ! de Georges Feydeau, mise en scène Alain Feydeau, réalisation Pierre Sabbagh, Théâtre Marigny
- 1977 : La Femme de ma vie de Louis Verneuil, mise en scène Michel Roux, réalisation Pierre Sabbagh, Théâtre Marigny
- 1978 : La Plume de Pierre Barillet et Jean-Pierre Grédy, mise en scène Michel Roux, réalisation Pierre Sabbagh, Théâtre Marigny
- 1978 : Les Coucous de Guy Grosso et Michel Modo, uniquement mise en scène, réalisation Pierre Sabbagh, Théâtre Marigny
- 1979 : Les Petites Têtes de Max Régnier et André Gillois, mise en scène Michel Roux, réalisation Pierre Sabbagh, Théâtre Marigny
- 1979 : Monsieur Amilcar d'Yves Jamiaque, mise en scène Max Fournel, réalisation Pierre Sabbagh, Théâtre Marigny
- 1980 : La Queue du diable d'Yves Jamiaque, mise en scène Michel Roux, réalisation Pierre Sabbagh, Théâtre Marigny
- 1980 : La Chambre mandarine de Robert Thomas, mise en scène Michel Roux, réalisation Pierre Sabbagh, Théâtre Marigny
- 1981 : L'Amant de Bornéo de Roger Ferdinand, Paul Armont, José Germain, mise en scène Michel Roux, réalisation Pierre Sabbagh, Théâtre Marigny
- 1981 : Pieds nus dans le parc de Neil Simon, mise en scène Pierre Mondy, réalisation Pierre Sabbagh, Théâtre Marigny
- 1981 : L'Azalée d'Yves Jamiaque, mise en scène Michel Roux, réalisation Pierre Sabbagh, Théâtre Marigny
- 1982: Je l'aimais trop de Jean Guitton, mise en scène Michel Roux, réalisation Pierre Sabbagh, Théâtre Marigny
- 1984 : Nono de Sacha Guitry, mise en scène Robert Manuel, réalisation Pierre Sabbagh, Théâtre Marigny

Source: Les pièces de Au théâtre ce soir

#### Autres apparitions
- 1966 : L'Effet Glapion de Jacques Audiberti, Théâtre La Bruyère[5]
- 1977 : Numéro un Jacqueline Maillan, 3 sketch : A l'hôtel à Las Vegas, l'opéra allemand et le train d’atterrissage avec Roger Carel
- 1983 : Numéro un Mireille Mathieu, sketch « Paris à nous deux ! » avec Mireille Mathieu et Sophie Desmarets

## Doublage
Les dates avant 1950 sont les sorties initiales des films pour lesquels Michel Roux a participé aux redoublages à partir des années 1960 et non aux doublages originaux.

### Cinéma

#### Films
- Peter Sellers dans :
  - La Souris qui rugissait (1959) : Tully Bascombe[6]
  - Lolita (1962) : Clare Quilty[7]
  - On n'y joue qu'à deux (1962) : John Lewis
  - Deux copines, un séducteur (1964) : Henry Orient
  - Quand l'inspecteur s'emmêle (1964) : inspecteur Jacques Clouseau
  - Le renard s'évade à trois heures (1966) : Aldo Vanucci / Federico Fabrizi
  - Casino Royale (1967) : Evelyn Tremble / James Bond 007
  - La Party (1968) : Hrundi V. Bakshi
  - Une fille dans ma soupe (1970) : Robert Danvers
  - La Clinique en folie (1972) : Albert T. Hofnagel
  - Le Retour de la panthère rose (1975) : inspecteur Jacques Clouseau
  - Quand la panthère rose s'emmêle (1976) : inspecteur Jacques Clouseau
  - Un cadavre au dessert (1976) : inspecteur Sidney Wang
  - La Malédiction de la panthère rose (1978) : inspecteur Jacques Clouseau
  - Le Complot diabolique du docteur Fu Manchu (1980) : Dennis Nayland Smith / Dr Fu Manchu
  - À la recherche de la Panthère rose (1982) : inspecteur Jacques Clouseau (images d'archives)

- Tony Curtis dans :
  - Les Pièges de Broadway (1960) : Pete Hammond Jr
  - Deux têtes folles (1964) : Maurice / Philippe
  - Au revoir, Charlie (1964) : George Wellington Tracy
  - Une vierge sur canapé (1964) : Bob Weston
  - Boeing Boeing (1965) : Bernard Lawrence
  - La Grande Course autour du monde (1965) : le Grand Leslie[8]
  - Deux Minets pour Juliette ! (1966) : Tom "Tommy" Ferris
  - Gonflés à bloc (1969) : Chester Schofield
  - Les Baroudeurs (1970) : Adam Dyer
  - Lepke, le caïd (1975) : Louis « Lepke » Buchalter
  - Le Dernier Nabab (1976) : Rodriguez
  - Treize femmes pour Casanova (1977) : Giacomo
  - Le Faiseur d'épouvantes (1978) : Harry Erskine
  - Deux affreux sur le sable (1980) : Robert Talbot
  - Le miroir se brisa (1980) : Martin N. Fenn
  - L'Homme homard venu de Mars (1989) : J.P. Shelldrake

- Elvis Presley dans :
  - Bagarres au King Créole (1958) : Danny Fisher
  - Café Europa en uniforme (1960) : Tulsa McLean
  - Les Rôdeurs de la plaine (1960) : Pacer Burton
  - Sous le ciel bleu de Hawaï (1961) : Chad Gates
  - Un direct au cœur (1962) : Walter Kulick
  - Des filles... encore des filles (1962) : Ross Carpenter
  - L'Idole d'Acapulco (1963) : Mike Windgren
  - L'Homme à tout faire (1964) : Charlie Rogers
  - La Stripteaseuse effarouchée (1965) : Rusty Wells
  - C'est la fête au harem (1965) : Johnny Tyronne
  - Paradis hawaïen (1966) : Rick Richards

- Jack Lemmon dans :
  - L'Enfer des tropiques (1957) : Tony
  - Ma sœur est du tonnerre (1957) : Robert « Bob » Baker (chant)[9]
  - Cowboy (1958) : Frank Harris
  - Train, amour et crustacés (1959) : George Denham
  - Le Rafiot héroïque (1960) : lieutenant Kip Crandall
  - Drôle de couple (1965) : Felix Ungar
  - Comment tuer votre femme (1965) : Stanley Ford
  - Folies d'avril (1969) : Howard Brubaker
  - Escapade à New York (1970) : George Kellerman
  - Avanti! (1972) : Wendell Armbruster, Jr.

- Stuart Whitman dans :
  - Mélodie interrompue (1955) : un homme à la plage
  - Le Bruit et la Fureur (1958) : Charlie Busch
  - Duel dans la boue (1958) : Tom Ping
  - 10, rue Frederick (1958) : Charley Bongiorno
  - L'Histoire de Ruth (1960) : Boaz
  - Le Jour le plus long (1962) : lieutenant Sheen
  - Ces merveilleux fous volants dans leurs drôles de machines (1964) : Orvil Newton
  - Rio Conchos (1964) : capitaine Haven

- Robert Vaughn dans :
  - Le Mystère de la chambre forte (1965) : Napoléon Solo
  - Un espion de trop (1966) : Napoléon Solo
  - L'Espion au chapeau vert (1966) : Napoléon Solo
  - Minuit sur le grand canal (1967) : Bill Fenner
  - Les tueurs au karaté (1967) : Napoléon Solo
  - Espions en hélicoptère (1968) : Napoléon Solo
  - Le Maître du monde (1968) : Napoléon Solo

- Alec Guinness dans :
  - Noblesse oblige (1949) : le duc / le banquier / le pasteur / le général / l'amiral / le jeune Ascoyne / le jeune Henry / Lady Agatha
  - L'Homme au complet blanc (1951) : Sidney Sratton
  - Le Cygne (1955) : le prince Albert
  - Le Bouc-émissaire (1959) : John Barratt / Jacques de Gué
  - Paradiso, hôtel du libre-échange (1966) : Benedict Boniface

- Tony Randall dans :
  - Les Aventuriers du fleuve (1960) : le roi
  - Le Milliardaire (1960) : Alexander Coffman
  - Garçonnière pour quatre (1962) : George Drayton
  - ABC contre Hercule Poirot (1965) : Hercule Poirot
  - Opération Marrakech (1966) : Andrew Jessel

- Dick Van Dyke dans : 
  - Mary Poppins (1964) : Bert / M. Dawes, Sr.
  - Gare à la peinture (1965) : Paul Sloane
  - Lieutenant Robinson Crusoé (1966) : Robin Crusoe

- Josef Meinrad dans :
  - Sissi (1955) : le colonel Böckl
  - Sissi impératrice (1956) : le colonel Böckl
  - Sissi face à son destin (1958) : le colonel Böckl

- Michael Caine dans :
  - Alfie le dragueur (1966) : Alfie Elkins
  - Mes funérailles à Berlin (1966) : Harry Palmer
  - L'or se barre (1969) : Charlie Croker

- Jack Nicholson dans :
  - Easy Rider (1969) : George Hanson
  - Cinq pièces faciles (1970) : Robert Eroica Dupea
  - La Bonne Fortune (1975) : Oscar

- Danny Kaye dans :
  - Le Joyeux Phénomène (1948) : Edwin Dingle / Buzzy Bellew
  - Le Fou du cirque (1958) : Andrew Larabee

- Cary Grant dans :
  - La Femme rêvée (1953) : Clemson Reade
  - La Mort aux trousses (1959) : Roger O. Thornhill / George Kaplan

- Bradford Dillman dans :
  - Le Génie du mal (1958) : Arthur Straus
  - François d'Assise (1961) : François d'Assise

- Jim Hutton dans :
  - Le Temps d'aimer et le Temps de mourir (1958) : Hirschland
  - L'Américaine et l'Amour (1961) : Larry Delavane

- Dan Dailey dans :
  - Viva Las Vegas (1956) : Chuck Rodwell
  - L'aigle vole au soleil (1957) : Carson

- Alberto Sordi dans :
  - Le Médecin et le Sorcier (1957) : Corrado
  - La Grande Guerre (1959) : Oreste Jacovacci

- Ben Gazzara dans :
  - Demain ce seront des hommes (1957) : le cadet sergent Jocko De Paris
  - Autopsie d'un meurtre (1959) : le lieutenant Frederick Manion (Ben Gazzara)

- John Saxon dans :
  - Les Cavaliers de l'enfer (1960) : Seymour Kern
  - M. Hobbs prend des vacances (1961) : Byron

- Adolfo Marsillach dans :
  - La Tulipe noire (1963) : le baron de La Mouche, lieutenant-général
  - Le Repas des fauves (1964) : le docteur

- Vittorio Gassman dans :
  - Parlons femmes (1964) : l'étranger / le blagueur / le client / l'amoureux / l'amoureux impatient / le serveur / le timide
  - 12 + 1 (1968) : Mario Beretti

- Jerry Lewis dans :
  - Les Tontons farceurs (1965) : Willard Woodward / James / Everet / Eddie / Julius / Skylock / Bugsy
  - Tiens bon la rampe, Jerry (1966) : Pete Mattemore

Mais aussi :
- 1935[10] : Bons pour le service : Stanley MacLaurel (Stan Laurel)
- 1950 : La Porte du diable : Nuage Rouge (James Mitchell)
- 1952 : Le Proscrit : Carlos Delargo / le roi Lorenzo de Mandorra (Anthony Dexter)
- 1953 : La Perle noire : [Qui ?]
- 1953 : Fort Bravo : capitaine John Marsh (John Forsythe)
- 1953 : L'Équipée sauvage : Ben (Robert Osterloh)
- 1954 : Les Jeunes Années d'une reine : le prince Albert (Adrian Hoven)
- 1954 : L'Escadrille panthère : Lt-Comdr. Ted Dodson (Keenan Wynn)
- 1954 : Ouragan sur le Caine : Willis Seward Keith (Robert Francis)
- 1954 : L'Homme au million : Jack Todd (Bryan Forbes)
- 1954 : Alerte à Singapour : Mike Callahan (Dan Duryea)
- 1955 : Picnic : Alan Benson (Cliff Robertson)
- 1955 : Les Briseurs de barrages : Henry M. « Dinghy » Young (Richard Leech)
- 1956 : Haute Société : C.K. Dexter-Haven (Bing Crosby)
- 1956 : Le Temps de la colère : Kenny (L.Q. Jones)
- 1956 : Le Bébé et le Cuirassé : le lieutenant Setley (Thorley Walters)
- 1956 : Derrière le miroir : le second chauffeur de Taxi (Sid Melton)
- 1956 : L'Espion de la dernière chance : Billy Curtis Cole (Walter Giller)
- 1956 : Feu d'artifice : Robert (Claus Biederstaedt)
- 1957 : Le Temps d'aimer et le Temps de mourir : l'agent du gouvernement (John Van Dreelen)
- 1957 : L'Adieu aux armes : Passini (Leopoldo Trieste)
- 1957 : La Petite Hutte : Henry Brittingham-Brett (David Niven)
- 1957 : Ma sœur est du tonnerre : Chick Clark (Tommy Rall)
- 1957 : Le Bal des maudits : Noah Ackerman (Montgomery Clift)
- 1957 : Police internationale : Amalio (Bonar Colleano)
- 1957 : L'Admirable Crichton : Brocklehurst (Peter Graves)
- 1957 : Torpilles sous l'Atlantique : Lewis, l'opérateur sonar (David Post)
- 1957 : Les espions s'amusent : le colonel Matoff (Hans Conried)
- 1957 : La Belle de Moscou : Boroff (Wim Sonneveld)
- 1958 : La Vallée de la poudre : Red (Buzz Henry)
- 1958 : Bravados : Lujan (Henry Silva)
- 1958 : Le Tigre du Bengale : Harald Berger (Paul Hubschmid)
- 1958 : Les Diables du Désert : le capitaine Tim Cotton (Michael Craig)
- 1958 : Qu'est-ce que maman comprend à l'amour ? : David Fenner (Peter Myers)
- 1958 : La Brune brûlante : le caporal Opie (Tom Gilson)
- 1958 : Le Pigeon : Michele Ferribotte (Tiberio Murgia)
- 1959 : Chérie recommençons : Jascha Gendel / Grisha Gendel (Maxwell Shaw)
- 1959 : Hold-up à la milanaise : Mario Angeletti (Renato Salvatori)
- 1959 : Violence au Kansas : Lordan (Henry Silva)
- 1959 : Le Tigre du Bengale : Henri Mercier (Paul Hubschmid)
- 1959 : Le Confident de ces dames : Cesare de Corte Bianca (Ugo Tognazzi)
- 1959 : En lettres de feu : Sam Lawson (Anthony Franciosa)
- 1960 : Messaline : Narcissus (Giulio Donnini)
- 1960 : La Machine à explorer le temps : David Filby / James Filby (Alan Young)
- 1960 : Les Sept Voleurs : Raymond Le May (Alexander Scourby)
- 1960 : Scotland Yard contre X de Basil Dearden : Tom Henderson (Lee Montague)
- 1960 : L'Inconnu de Las Vegas : Josh Howard (Sammy Davis Jr.)
- 1960 : Un numéro du tonnerre : Dr Joe Kitchell (Bernie West)
- 1960 : Le Secret du grand Canyon : Scotty O'Brien (Mickey Shaughnessy)
- 1960 : L'Auberge du Cheval-Blanc : Sigismund Sülzlheimer (Gunther Philipp)
- 1960 : Le Paradis des monte-en-l'air : Lennie Price (Bernard Cribbins)
- 1960 : Tendre est la nuit : Franz Gregorovious (Sanford Meisner)
- 1960 : Chérie recommençons : Yascha et Grisha Gendel (Maxwell Shaw)
- 1961 : Le Secret de Monte-Cristo : Louis Auclair (Francis Matthews)
- 1961 : Le Secret des valises noires : le magicien[Qui ?]
- 1961 : La Patrouille égarée : le soldat « Sammy » Whitaker (David McCallum)
- 1961 : Le Dernier des Vikings : Lorig (Benito Stefanelli)
- 1961 : Le Roi des imposteurs : le médecin de la marine royale canadienne[Qui ?]
- 1962 : L'enfer est pour les héros : Driscoll (Bob Newhart)
- 1962 : Il faut marier papa : Norman Jones (Jerry Van Dyke)
- 1962 : Le Trésor du lac d'argent : Winnetou (Pierre Brice)
- 1962 : Il était trois flibustiers : Moreau (Aldo Ray)
- 1962 : La Porte aux sept serrures : Holms (Eddi Arent)
- 1962 : Tendre est la nuit : Dr Franz Gregorovious (Sanford Meisner)
- 1962 : Les Maraudeurs attaquent : Chowhound (Will Hutchins)
- 1962 : Citoyen de nulle part : Minya, le frère de Tamiko (John Mamo)
- 1963 : Hôtel international : Sanders (Richard Wattis)
- 1963 : Hercule, Samson et Ulysse : Ulysse (Enzo Cerusico)
- 1963 : Les Pirates du Mississippi : le père Paul[Qui ?]
- 1963 : Pousse-toi, chérie : Dr Herman Schlick (Elliott Reid)
- 1964 : La Fureur des Apaches : Jeff Stanton (Audie Murphy)
- 1964 : Embrasse-moi, idiot : Orville J. Spooner (Ray Walston)
- 1964 : Madame Croque-maris : Larry Flint (Paul Newman)
- 1964 : Le Bataillon des lâches : le soldat Owen Selous (Andrew Prine)
- 1964 : Les Trois Sergents de Fort Madras : le sergent John Foster (Nick Anderson)
- 1965 : L'Express du colonel Von Ryan : le colonel Joseph L. Ryan (Frank Sinatra)
- 1965 : Le Secret de l'île sanglante : Berry (Glyn Houston)
- 1965 : L'Obsédé : Freddie Clegg (Terence Stamp)
- 1965 : Darling : Malcolm (Roland Curram)
- 1965 : Planète interdite : Jerry Farman (Jack Kelly)
- 1965 : Guerre secrète : le prince Petchakin (Peter Van Eyck)
- 1966 : La Blonde défie le FBI : Julius Pritter (Dom DeLuise)
- 1966 : Qu'as-tu fait à la guerre, papa ? : le capitaine Lionel Cash (Dick Shawn)
- 1966 : L'agent Gordon se déchaîne : Walter (Andrew Scott)
- 1966 : Les Russes arrivent : le lieutenant Rozanov (Alan Arkin)
- 1967 : Jerry la grande gueule : Rex (Charlie Callas)
- 1967 : Mademoiselle de Maupin : le lieutenant de la Cavalerie française[Qui ?]
- 1967 : Le Grand Départ vers la Lune : le narrateur (Maurice Denham)
- 1967 : Une fille nommée Fathom : Peter Merriwether (Anthony Franciosa)
- 1968 : Bob et Carole et Ted et Alice : Bob Sanders (Robert Culp)
- 1968 : Duffy, le renard de Tanger : Stéphane Calvert (James Fox) et Bonivet (Carl Duering)
- 1968 : Le Crime c'est notre business : Herb Sutro (James Whitmore)
- 1968 : Les requins volent bas : Charles Hood (Vince Edwards)
- 1970 : Enquête sur un citoyen au-dessus de tout soupçon : l'inspecteur (Gian Maria Volontè)
- 1971 : Les Doigts croisés : Andrej (Kirk Douglas)
- 1972 : Alfredo, Alfredo : Oreste (Duilio Del Prete)
- 1973 : L'Exorciste : Dr Klein (Barton Heyman) (1er doublage)
- 1975 : La Chevauchée sauvage : sir Harry Norfolk (Ian Bannen)
- 1975 : Nous nous sommes tant aimés : Antonio (Nino Manfredi)
- 1975 : Guerre et Amour : Napoleon Bonaparte (James Tolkan)
- 1980 : Superman 2 : le 1er contrôleur de la Nasa (Shane Rimmer)
- 1984 : Manhattan Solo : Larry Hubbard (Steve Martin)

#### Long métrage d'animation
- 1964 : Mary Poppins de Walt Disney : Bert / M. Dawes Sr (Dick Van Dyke)
- 1940 : Pinocchio de Walt Disney : Grand Coquin (2e doublage)

### Télévision

#### Séries télévisées
- Tony Curtis dans 
  - Amicalement vôtre (1971) : Danny Wilde
  - Vegas (1978) : Philip « Slick » Roth (1re voix)
  - Loïs et Clark : Les Nouvelles Aventures de Superman (1996) : Dr Mamba (1 épisode)
- 1966 : Batman : Narrateur (William Dozier) (1re voix)
- 1973 : Le soleil se lève à l'est : Ventura (Julian Matéos)

#### Série télévisée d'animation
- Hong Kong Fou Fou : Perry / Hong Kong Fou Fou
- Roquet Belles Oreilles : Roquet

### Radio
1960: Michel Roux interprète le rôle d'Arsène Lupin dans Les Aventures d'Arsène Lupin, adaptation radiophonique de Jean Marcillac et produit par Maurice Renault. La réalisation est d'Abder Isker. Diffusé sur France II Régionale. 

## Distinctions
- Chevalier de l'ordre national du Mérite